# Saint-Hippolyte (Alto Reno)
Saint-Hippolyte (in tedesco Sankt Pilt, in dialetto alsaziano Sàmpìlt) è un comune francese di 1 066 abitanti situato nel dipartimento dell'Alto Reno nella regione del Grand Est.

## Società

### Evoluzione demografica

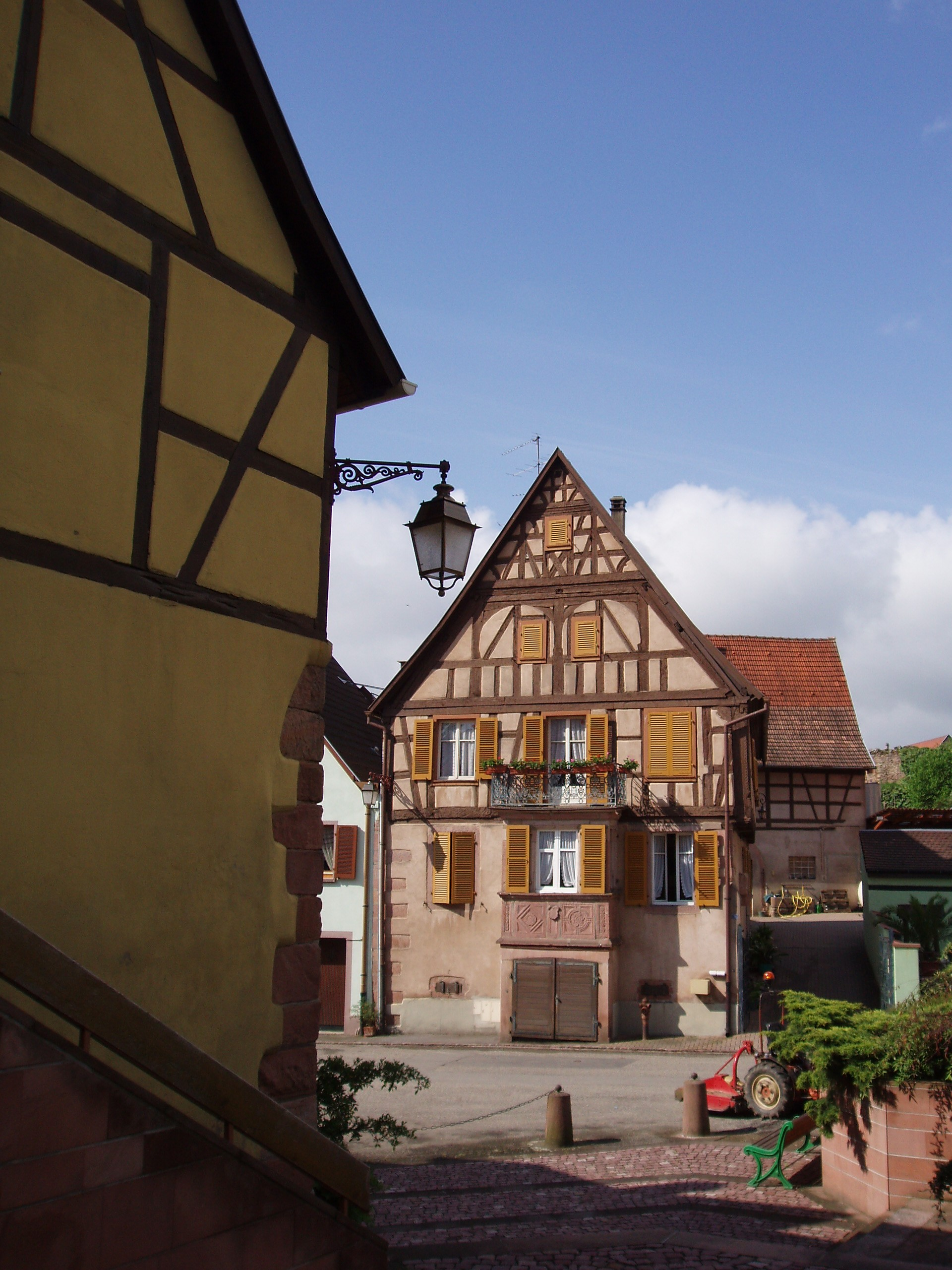
Una tipica casa di legno

Abitanti censiti